# Культ предков в чувашской мифологии
Культ предков — формы почитания родовых святынь и хранителей, культ семейно-родовых предков. Считалось, что предки (чув. ваттисе́м) покровительствуют своим живым потомкам-сородичам, поэтому в их честь старались устраивать праздники и проводить обряды.

## Общие сведения
Главным обрядом, посвящённым предкам, является обряд юпа́ (чув. юпа ирттерни) — осенние поминовения предков, проводившиеся в месяц юпа́ (соответствует месяцу октябрь), то есть в месяц поминок (по чувашскому календарю). В дни осенних поминок ставили постоянный намогильный столб — памятник из дерева или камня, вместо или рядом с временным «салам калакĕ», который ставили во время похорон. Основное место в культе предков занимают жертвоприношения с молитвами (чув. хывни). Культ предков заключается в погребении по установленным правилам, обычае установления салам калакĕ и памятника (юпа), праздниках, связанных со всеобщим поминовением усопших.
Атрибутами обряда являются: скульптура юпа, разжигание огня (костра), танцы на горящих углях, хоровод с песнями (чув. юпа юррисем), музыкальное сопровождение на скрипке (гуслях, волынке) и т. д. На специальном алтаре для свечей «Улчепи» (чув. Уша́ юпи́), когда столб лежал в полном облачении как покойник в избе на постели, и на столбе после его водружения на кладбище, зажигали свечи, поддерживая горение до утра. По представлениям древних, после создания «белого света» предок являлся к живым, его угощали, чтобы сохранить благополучие живых, продлить род. От предков зависело состояние природы, плодородие полей и т. п.
По представлениям древних, умерший человек превращался в предка постепенно, со временем. С культом предков были связаны весенние обряды Калăм, летние — Çимĕк, осенние — Юпа.

## Калам
Ка́лам (чув. Калăм) — один из самых значительных праздников, связанных с почитанием духов предков; предновогодняя неделя, начало которой всегда выпадало на среду. Также известен как Мункун. Начиналась с детской игры «хĕрлĕ çăмарта́» — «красного яйца», распространённый у многих народов Поволжья (ср. с татарско-мишарским: «Кызыл йомырка көне» — «день красного яйца»).
В это время взрослое население готовилось к празднику, который начинался с молитвы. Главным участником становится один из старших родственников, чьё положение подчёркнуто уважительное — его сажают на подушку, и он единственный сидит во время молитвы:
Помилуй, аминь, Боже.

Совершаю молитву в честь Калăм,

Дай мне провести этот год веселясь и играя,

Дай накормить приходящего голодным,

Дай обогреть приходящего озябшим.

Молитву наивных сыновей и дочерей

прими благовейно и благосклонно.

Помилуй, аминь, Боже.
После чего все подходят к порогу двери и три раза преклоняют голову, после чего хозяин обращается к выбранному родственнику со словами: «Пусть старые скирды будут такими же». Важным элементов является ритуальное разделывание гуся.

## Симек
Си́мек (чув. Çимĕк) — летний праздник, посвящённый поминовению усопших с посещением кладбищ. Проводился через семь недель после Пасхи в четверг перед Троицей. Полагают, что празднование Симек распространилось не ранее середины XVIII века, но обрядово-ритуальные действия древние. Они включают в себя мытьё в бане лечебными травами и кореньями, обрамление окон, ворот, дверей зелёными ветками (чаще всего рябиновыми), выпечку блинов, пирогов, приготовление предписанных ритуальных блюд и напитков, закалывание живности, зажжение ритуальных свеч, совершение молитвы и ритуальное кормление усопших дома, посещение кладбища, моление духам предков, принесение даров усопшим (на могильный столб вешали вышитое полотенце, в зависимости от пола покойного — рубашку или сурпан — элемент головного убора замужней женщины) и ритуальное кормление на могилах, общая молитва стариков и общее угощение с поминальной песней, музыкой и пляской. Согласно поверью, веселье передавалось на тот свет, к умершим.
Многие атрибуты культа предков, в частности, юпа чувашей и дунайских болгар, аналогичны.